# 山西淮海机械
山西淮海机械有限责任公司，位于山西省长治市。可追溯至抗日战争时期八路军于1938年9月在山西省榆社县韩庄村成立的八路军总部修械所，称韩庄修械所，即后来在黎城县创建的黄崖洞兵工厂，后迁建于长治市山西淮海机械厂(国营342厂)，现隶属于中国兵器工业集团公司。

## 经营业务

### 加工
- 黑色金属铸造
- 有色金属铸造
- 锻造
- 机械加工
- 热处理
- 表面处理

### 产品
- 微型发动机
- 注塑机
- 各类机电产品零部件

## 公司架构

### 分公司
- 总装分公司
- 动力分公司
- 同发门业公司
- 工具工装分公司
- 有色金属铸造分公司
- 机加公司
- 黑色金属铸造分公司

### 子公司
- 淮海发动机有限责任公司
- 淮海注朔机有限公司
- 淮海动力供应有限公司
- 淮海神剑工贸公司